# ATM (технологія)
ATM (англ. Asynchronous Transfer Mode — асинхронний режим передавання) — мережева високопродуктивна технологія комутації та мультиплексування, заснована на передаванні даних у вигляді мікропакетів (англ. cell) фіксованого розміру (53 байти), з яких 5 байтів використовується під заголовок. Цим відрізняється від  Internet Protocol або Ethernet, які використовують  пакети або кадри змінного розміру. ATM надає послуги канального рівня, використовуючи широкий діапазон засобів зв'язку на фізичному рівні.
ATM — технологія з встановленням з'єднання. На відміну від синхронного способу передавання даних (STM — англ. Synchronous Transfer Mode), ATM краще пристосований для надання послуг пересилання даних з дуже відмінним чи змінюваним бітрейтом.

## Історія

### Створення
Кореневі технології ATM були розроблені незалежно у Франції і США в 1970-х двома вченими: Jean-Pierre Coudreuse, який працював у дослідницькій лабораторії France Telecom, і Sandy Fraser, інженер Bell Labs . Вони обидва хотіли створити таку архітектуру, яка б здійснювала транспортування як даних, так і голосу на високих швидкостях, і використовувала мережеві ресурси найбільш ефективно.
Комп'ютерні технології створили можливість для більш швидкої обробки інформації і більш швидкісного пересилання даних між системами. У 80-х роках XX століття оператори телефонного зв'язку виявили, що неголосовий трафік важливіший і починає домінувати над голосовим. Був запропонований дизайн ISDN , який описував цифрову мережу з комутацією пакетів, яка надає послуги телефонного зв'язку і передавання даних. Оптоволокно дозволяло забезпечити передавання даних на високій швидкості з малими втратами. Але технологія комутації пакетів не забезпечувала надійне передавання голосу, і багато хто сумнівався, що коли-небудь забезпечить . На противагу мережі пакетного пересилання даних в громадських телефонних мережах застосовували технологію комутації каналів. Ця технологія ідеальна для передавання голосу, але для даних вона неефективна. І тоді телекомунікаційна індустрія звернулася до ITU для розробки нового стандарту для пересилання даних і голосового трафіку в мережах з широкою смугою пропускання .
Наприкінці 80-х Міжнародним телефонним і телеграфним консультативним комітетом CCITT (який потім був перейменований в ITU-T) був розроблений набір рекомендацій щодо ISDN другого покоління, так званого B-ISDN (широкосмуговий ISDN), розширення ISDN. Як режим передавання нижнього рівня для B-ISDN був обраний ATM . У 1988 р. на зборах ITU в Женеві була обрана довжина комірки (cell) ATM — 53 байт . Це був компроміс між американцями, які хотіли розмір даних у cell 64 байта і європейцями, які схилялися до розміру даних 32 байта. Жодна сторона не змогла виграти в цій суперечці і в результаті було обрано середній розмір 48 байт. Для поля заголовка був обраний розмір 5 байт, мінімальний розмір, на який погодилася ITU. У 1990 р. був схвалений базовий набір рекомендацій ATM . Базові принципи ATM покладені рекомендацією I.150 . Це рішення було дуже схоже на системи розроблені Coudreuse і Fraser. Звідси починається подальший розвиток ATM.

### 90-і роки: прихід ATM на ринок
На початку 90-х починається ажіотаж навколо технології ATM. Корпорація Sun Microsystems ще в 1990 р. одна з перших оголошує про підтримку ATM . У 1991 році створено ATM Forum, консорціум для розробки нових стандартів і технічних специфікацій за технологією ATM, і сайт з однойменною назвою, де всі специфікації викладалися у відкритий доступ. CCITT, вже будучи ITU-T, видає все нові ревізії своїх рекомендацій, поліруючи і вдосконалюючи теоретичну базу ATM.
Представники сфери IT в журналах і газетах пророкують велике майбутнє ATM. У 1995 р. компанія IBM оголосила про свою нову стратегію в області корпоративних мереж, заснованої на технології ATM . Вважалося, що ATM буде рятівником Інтернету, знищивши брак ширини смуги пропускання і внісши в мережі надійність . Dan Minoli, автор багатьох книг з комп'ютерних мереж, переконано стверджував, що ATM буде впроваджено в публічних мережах, і корпоративні мережі будуть з'єднані з ними таким же чином, яким у той час вони використовували frame relay або X.25 . Але до того часу протокол IP вже отримав широке розповсюдження і складно було зробити різкий перехід на ATM. Тому в наявних IP-мережах технологію ATM передбачалося впроваджувати як протокол нижчого рівня, тобто під IP, а не замість IP. Для поступового переходу традиційних мереж Ethernet і Token ring на обладнання ATM був розроблений протокол LANE, який емулює пакети даних мереж.
У 1997 р. майбутнє цього ринку було ще не визначено. У 1997 р. дохід від продажу обладнання та послуг ATM склав 2,4 млрд доларів США, у наступному році — 3,5 млрд , і очікувалося, що він досягне 9,5 млрд доларів в 2001 році . Багато компаній (наприклад Ipsilon Networks) для досягнення успіху використовували ATM не повністю, а в урізаному варіанті. Багато складних специфікацій та протоколів верхнього рівня ATM, включаючи різні типи якості обслуговування, викидали. Залишався тільки базовий функціонал з переключення байтів з одних ліній на інші.

### Перший удар по ATM
І тим не менш, було також багато фахівців IT, які скептично ставилися до життєздатності технології ATM. Як правило, захисниками ATM були представники телекомунікаційних, телефонних компаній, а супротивниками — представники компаній, що займаються комп'ютерними мережами і мережним устаткуванням. Steve Steinberg (у журналі Wired) присвятив цілу статтю прихованій війні між ними . Першим ударом по ATM були результати досліджень Bellcore про характер трафіку LAN, опублікованих у 1994 р. . Ця публікація показала, що трафік в локальних мережах не підпорядковується жодній наявній моделі. Трафік LAN на часовій діаграмі веде себе як фрактал. На будь-якому часовому діапазоні від кількох мілісекунд до декількох годин він носить подібний вибуховий характер. ATM у своїй роботі всі позаурочні пакети повинен зберігати в буфері. У разі різкого збільшення трафіку, комутатор ATM просто змушений відкидати пакети, що не вміщаються, а це означає погіршення якості обслуговування. З цієї причини PacBell зазнала невдачі при першій спробі використовувати обладнання ATM .

### Поява головного конкурента ATM— Gigabit Ethernet
Наприкінці 90-х з'являється технологія Gigabit Ethernet, яка починає конкурувати з ATM. Головними перевагами першої є значно нижча вартість, простота, легкість в налаштуванні і експлуатації. Також, перехід з Ethernet або Fast Ethernet на Gigabit Ethernet можна було здійснити значно легше і дешевше. Проблему якості обслуговування Gigabit Ethernet міг вирішити за рахунок придбання більш дешевої смуги пропускання з запасом, ніж за рахунок розумного обладнання. До закінчення 90-х років стало ясно що ATM буде продовжувати домінувати тільки в мережах WAN. Продажі світчів ATM для WAN продовжували рости, у той час як продажі світчів ATM для LAN стрімко падали.

### 2000-і роки: поразка ATM
У 2000-ні рр.. ринок обладнання ATM ще був значним . ATM широко використовувався в WAN-мережах, в обладнанні для передавання аудіо / відео потоків, як проміжний шар між фізичним і вищерозміщеним рівнем в пристроях ADSL для каналів не більше 2 Мбіт / с. Але наприкінці десятиріччя ATM починає витіснятися новою технологією IP-VPN . Світчі ATM стали витіснятися маршрутизаторами IP / MPLS. За прогнозом компанії Ovum від 2009 р., До 2014 р. ATM і Frame relay повинні майже повністю зникнути , у той час як ринки Ethernet і IP-VPN будуть продовжувати рости з гарним темпом. За доповіддю Broadband Forum за жовтень 2010 р , перехід на глобальному ринку від мереж з комутацією каналів (TDM, ATM і ін) до IP-мереж вже почався в стаціонарних мережах і вже зачіпає і мобільні мережі. У доповіді сказано, що Ethernet дозволяє мобільним операторам задовольнити зростаючі потреби в мобільному трафіку більш економічно ефективно, ніж системи, засновані на TDM або ATM.
Ще у квітні 2005 р. відбулося злиття ATM Forum з Frame Relay Forum і MPLS Forum до загального MFA Forum (MPLS-Frame Relay-ATM). У 2007 р. останній був перейменований в IP / MPLS Forum. У квітні 2009 р. IP / MPLS Forum був об'єднаний з Broadband Forum (BBF), і новий форум прийняв назву Broadband Forum. Фактично IP / MPLS Forum був поглинений BBF. Специфікації ATM доступні в їх початковому вигляді на сайті Broadband Forum , але їх подальша розробка повністю зупинена.

## Базові принципи
Мережа будується на основі АТМ комутатора та АТМ маршрутизатора. Технологія реалізується як в локальних, так і в глобальних мережах. Допускається спільне передавання різних видів інформації, включаючи відео, голос.
Осередки даних, що використовуються в ATM, менші в порівнянні з елементами даних, які використовуються в інших технологіях. Невеликий, постійний розмір cell, використовуваний в ATM, дозволяє:
- передавати дані одними й тими ж фізичними каналами, причому як при низьких, так і при високих швидкостях;
- працювати з постійними і змінними потоками даних;
- інтегрувати будь-які види інформації: тексти, мова, зображення, відеофільми;
- підтримувати з'єднання типу точка-точка, точка-мережа, мережа-мережа.

Технологія ATM передбачає міжмережну взаємодію на трьох рівнях.
Для пересилання даних від відправника до одержувача в мережі ATM створюються віртуальні канали, VC (англ. Virtual Circuit), які бувають трьох видів:
- постійний віртуальний канал, PVC (Permanent Virtual Circuit), що створюється між двома точками і існує протягом тривалого часу, навіть за відсутності даних для передавання;
- комутований віртуальний канал, SVC (Switched Virtual Circuit), що створюється між двома точками безпосередньо перед пересиланням даних і розривається після закінчення сеансу зв'язку.
- автоматично настроюється постійний віртуальний канал, SPVC (Soft Permanent Virtual Circuit).

Канали SPVC по суті являють собою канали PVC, які не започатковано на вимогу в комутаторах ATM. З точки зору кожного учасника з'єднання, SPVC виглядає як звичайний PVC, а що стосується комутаторів ATM в інфраструктурі провайдера, то для них канали SPVC мають значні відмінності від PVC. Канал PVC створюється шляхом статичного визначення конфігурації в рамках всієї інфраструктури провайдера і завжди перебуває в стані готовності. Але в каналі SPVC з'єднання є статичним тільки від кінцевої точки (пристрій DTE) до першого комутатора ATM (пристрій DCE). А на ділянці від пристрою DCE відправника до пристрою DCE одержувача в межах інфраструктури провайдера з'єднання може формуватися, розриватися і знову встановлюватися на вимогу. Встановлене з'єднання продовжує залишатися статичним до тих пір, поки порушення роботи однієї з ланок каналу не викличе припинення функціонування цього віртуального каналу в межах інфраструктури провайдера мережі.
Для маршрутизації в пакетах використовують так звані ідентифікатори пакета. Вони бувають двох видів:
- VPI (англ. virtual path identifier) - ідентифікатор віртуального шляху (номер каналу)
- VCI (англ. virtual circuit identifier) - ідентифікатор віртуального каналу (номер з'єднання)

## Класи обслуговування і категорії послуг
Визначено п'ять класів трафіку, що відрізняються наступними якісними характеристиками:
- наявністю або відсутністю пульсації трафіку, тобто трафіки CBR або VBR;
- вимогою до синхронізації даних проміжній сторонами;
- типом протоколу, що передає свої дані через мережу ATM, — з встановленням з'єднання або без встановлення з'єднання (тільки для випадку передавання комп'ютерних даних).

CBR не передбачає контролю помилок, управління трафіком або який-небудь іншої обробки. Клас CBR придатний для роботи з мультимедіа реального часу.
Клас VBR містить у собі два підкласи — звичайний і для реального часу (див. таблицю нижче). ATM в процесі доставки не вносить ніякого розкиду осередків за часом. Випадки втрати осередків ігноруються.
Клас ABR призначений для роботи в умовах миттєвих варіацій трафіку. Система гарантує деяку пропускну здатність, але протягом короткого часу може витримати і велике навантаження. Цей клас передбачає наявність зворотного зв'язку між приймачем і відправником, яка дозволяє знизити завантаження каналу, якщо це необхідно.
Клас UBR добре придатний для посилки IP-пакетів (немає гарантії доставки і в разі перевантаження неминучі втрати).

## Віртуальні канали ATM
У зв'язку з тим, що ATM це технологія з встановленням з'єднання, спочатку, перед відправкою даних, відправляється пакет для встановлення зв'язку. Після проходження даного пакета вузлами мережі всі маршрутизатори роблять записи у своїх внутрішніх таблицях, відмічаючи тим самим наявність з'єднання, та резервуючи для нього певні ресурси.

## Еталонна модель ATM
ATM має свою еталонну модель, відмінну від моделей OSI та TCP/IP. Складається з трьох рівнів: фізичного, ATM та адаптаційного ATM рівня.
Фізичний рівень — взаємодіє з фізичним середовищем пересилання даних. ATM не диктує на даний рахунок будь-яких правил.
ATM-рівень — має справу з комірками та їх пересиланням. Він описує схему комірки, та значення полів заголовку. Крім того, даний рівень займається встановленням і звільненням віртуальних каналів зв'язку.
Рівень адаптації ATM(або AAL рівень) — розроблений для надання користувачам можливості відправляти пакети, більші за розмір комірки. Інтерфейс ATM розбиває такий пакет на комірки, окремо їх передає, після чого знову збирає з них пакет на протилежній стороні.